# Sasbach
Sasbach är en kommun och ort i Ortenaukreis i regionen Südlicher Oberrhein i Regierungsbezirk Freiburg i förbundslandet Baden-Württemberg i Tyskland.  Sasbach har cirka 5 000 invånare. Till Sasbach hör sedan 1 januari 1973 den tidigare självständiga kommunen Obersasbach.
Kommunen ingår i kommunalförbundet Achern tillsammans med staden Achern och kommunerna Lauf och Sasbachwalden.